# Nicolas Warocqué
Nicolas Alexis Warocqué, né le 17 juillet 1773 à Mons et mort le 25 janvier 1838 au domaine de Mariemont, est un industriel belge, maître de charbonnages.

## Biographie

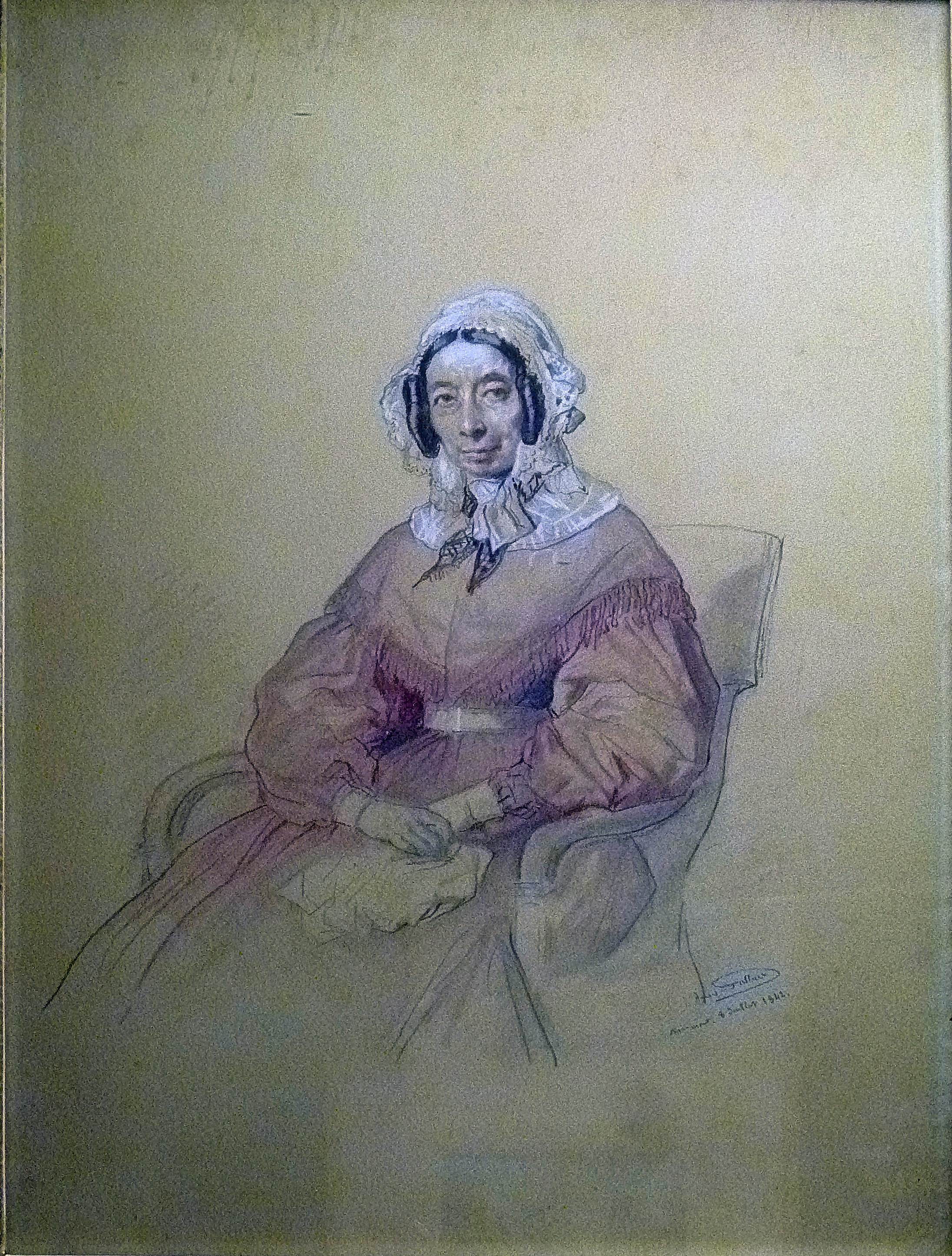
Mme Nicolas Warocqué, née Cécile Desvignes

Nicolas Warocqué est le fils de Pierre Joseph Warocqué et de Marie Thérèse Duvivier (sœur de Joseph-Maximilien Duvivier). Marié à Antoinette Cécile Desvignes, fille de Jean-Baptiste Constant Desvignes, avocat au parlement de Flandres, greffier de Valenciennes, et de Cécile Canonne, il est le père d'Abel Warocqué et le grand-père d'Arthur Warocqué.
Il débute dans la carrière des armes et sert comme officier dans l'armée française de 1793 à 1796. Il rejoint ensuite son frère Isidore dans les affaires, actif dans le négoce du charbon et dans la banque. 
En 1802, avec l'appui d'associés comptant son frère Isidore, son cousin germain Charles Duvivier, le marchand de charbons Jean-Baptiste Hardenpont et le banquier Pierre-François Tiberghien, Nicolas Warocqué fonde la Société minière de Mariemont. Dirigeant la société, il la fait prospérer rapidement et l'équipe de machines modernes avec des pompes à feu. Il se préoccupe de l'évolution des techniques, de la modernisation des voies de communication et développe une politique paternaliste à l'attention du personnel, en créant notamment la première cité ouvrière de la région du Centre en 1829. 
Il rachète plusieurs charbonnages en difficultés (dont la Société anonyme des charbonnages de La Louvière et Sars-Longchamps), dont il réussit à rétablir la rentabilité par les changements qu'il y introduit. Il investit également dans le capital de ses concurrents. Il ne connait par contre pas de succès dans ses investissements du secteur de la sidérurgie, sans y connaître la faillite de son frère. 
Warocqué est également un très important propriétaire foncier, possédant 337 propriétés foncières, dont le domaine de Mariemont.
Devenu maire de Morlanwelz en 1805, il se montre profondément orangiste. Son soutien envers Guillaume Ier des Pays-Bas l'amène à être destitué de son mandat en 1830, avec la révolution belge.

## Sources
- Maurice Van den Eynde, Nicolas Warocqué, fondateur de Mariemont 1773 - 1838, Musée de Mariemont, 1984
- Nicolas Warocqué, in Dictionnaire des Wallons
- Ginette Kurgan, Serge Jaumain, Valérie Montens, Dictionnaire des patrons en Belgique, Bruxelles, 1996, p. 654-655
- Jean-François Potelle (dir.), Les Wallons à l’étranger, hier et aujourd'hui, Charleroi, Institut Destrée, 2000, p. 201
- La Wallonie. Le Pays et les Hommes. Histoire. Économies. Sociétés, t. II, p. 28
- Darquenne Roger. "La fondation d'une dynastie de maîtres-charbonniers : les Warocqué". In: Revue d’histoire moderne et contemporaine, tome 17 N°3, Juillet-septembre 1970. La France à l'époque napoléonienne. pp. 596-609.
- "Warocqué (famille)", Biographie nationale de Belgique, volume 27, Académie royale de Belgique